# Loma Hidalgo Manzana Cuarta
Loma Hidalgo Manzana Cuarta är en ort i Mexiko, tillhörande kommunen Jiquipilco i den nordvästra delen av delstaten Mexiko. Orten hade 308 invånare vid folkräkningen 2010.